# Dave Freudenthal
David D. Freudenthal (ur. 12 października 1950 w Thermopolis) – amerykański polityk związanym z Partią Demokratyczną. W latach 2003–2011 pełni urząd 31. gubernatora stanu Wyoming.

## Wczesna biografia
Urodzony w Thermopolis w Wyoming był siódmym z ośmiu dzieci w rodzinie. W roku 1973 ukończył nauki ekonomiczne na prestiżowym Amherst College w Massachusetts.
Po ukończeniu studiów pracował w Department of Economic Planning and Development. Następnie był dyrektorem ds. planowania w administracji gubernatora Edgara Herschlera, innego demokraty z Wyoming.
Freudenthal ukończył też prawo na University of Wyoming College of Law w 1980.

### Rodzina
Jest żonaty z Nancy Freudenthal, która jest pierwszą damą stanu. Pani Freudenthal pochodzi z Cody i prowadzi prywatną praktykę adwokacją w Cheyenne. Mają czwórkę dzieci: Donalda, Hillary, Breta i Katie.

## Kariera publiczna przed wyborem na gubernatora
W roku 1994 prezydent Bill Clinton mianował Freudenthala prokuratorem federalnym w Wyoming. Pełnił te obowiązki do maja 2001 roku.

## Gubernator
Wyoming, najmniejszy stan pod względem liczby ludności, jest stanem tradycyjnie konserwatywnym i zdominowanym przez Partię Republikańską. Z niego wywodzi się m.in. były wiceprezydent Dick Cheney.
W wyborczym roku 2002 Freudenthal uzyskał nominację demokratów na gubernatora i pokonał niewielką różnicą głosów kandydata republikanów Eliego Bebouta (50%-48%) dnia 7 listopada tegoż roku.
Chociaż demokraci stracili kilka miejsc w Izbie Reprezentantów i minimalną większość w Senacie USA, o tyle wybory gubernatorskie przyniosły im pewien sukces. Zdobyli m.in. te stanowiska w tak republikańskich stanach jak np. Arizona, Kansas, Oklahoma czy właśnie Wyoming. Freudenthalowi niewątpliwie pomogła w kampanii niepopularność urzędującego republikańskiego gubernatora Jima Geringera, który nie mógł ubiegać się o trzecią kadencję. Freudenthal pełnił urząd gubernatora od 6 stycznia 2003 roku. Jako gubernator Freudenthal cieszył się bardzo dużą popularnością (68% aprobaty). W 2006 uzyskał reelekcję. Nie zdecydował się ubiegać się o nią po raz drugi i w styczniu 2011 jego urzędowanie dobiegło końca. Zastąpił go Republikanin Matt Mead.